# 臺中市立爽文國民中學
臺中市立爽文國民中學（英語：Taichung Municipal Shuang-Wen Junior High School），簡稱爽文國中，是位於臺灣臺中市大里區的市立國民中學。為因應大里北側日益眾多的人口，於民國88年（1999年）籌設，學校命名是為紀念大里杙先賢—林爽文先生。

## 歷史沿革
- 1999年4月，臺中縣立爽文國民中學籌設。
- 2002年6月，辦理第一屆新生報到。
- 2003年5月，第一期校舍完工。
- 2010年12月25日，因應臺中縣市合併，改稱臺中市立爽文國民中學。

## 校訓
智慧、儒雅、卓越。

## 學區
- 永隆里（全里）
- 新里里（11、12、13、17、26、27、28鄰）
- 樹王里（全里，12、13、17鄰與大里高中國中部為共同學區）

### 書籍
- 《臺灣地名辭書》卷十二《臺中縣》第二冊，第14頁

## 外部連結
- 臺中市立爽文國民中學